# Nikolaï Kotchechkov
Nikolaï Vladimirovitch Kotchechkov (en russe : Николай Владимирович Кочешков), né le 23 mai 1928 à Léningrad, et décédé le 2 octobre 2003,, est un historien, orientaliste et mongoliste soviétique ayant travaillé à l'académie des sciences d'URSS.

## Œuvres
- (ru) Декоративное искусство монголоязычных народов 19-середины 20 века, Moscou, Nauka,‎ 1979 (OCLC 741089521)
- (ru) Тюрко-монголы и тунгусо-маньчжуры : проблемы историко-культурных связей на материале народного декоративного искусства XIX-XX веков, Saint-Pétersbourg, Nauka,‎ 1997 (ISBN 978-5-02-028347-3, OCLC 39820307) (Turco-Mongols et Toungouses-Mandchous)